# Assunta Legnante
Assunta Legnante (Nápoles, Italia, 14 de mayo de 1978) es una atleta italiana especializada en la prueba de lanzamiento de peso y la de lanzamiento de disco.

## Carrera deportiva
En el Campeonato Europeo de Atletismo en Pista Cubierta de 2007 ganó la medalla de oro en el lanzamiento de peso, con una marca de 18.92 metros, por delante de las lanzadoras rusas Irina Khudoroshkina (plata con 18.50 metros) y Olga Ryabinkina (bronce con 18.16 metros). También ha logrado tres medallas de oro en los Juegos Paralímpicos, concretamente en Londres 2012, Río de Janeiro 2016 y París 2024.
En el lanzamiento de disco, se coronó varias veces campeona paralímpica a nivel europeo y mundial, y cuenta con dos medallas de plata en los Juegos Paralímpicos.